# Octane – Grausamer Verdacht
Octane – Grausamer Verdacht ist ein Horror-Roadmovie von Regisseur Marcus Adams, das im Jahr 2003 in Luxemburg gedreht wurde.

## Handlung
Die fünfzehnjährige Natasha Wilson ist nachts gemeinsam mit ihrer Mutter Senga auf einem Highway auf dem Heimweg. Die Stimmung ist nicht gut, da Natasha demnächst gerne auf ein Konzert gehen möchte, wo auch alle ihre Freunde sind, ihre Mutter es jedoch nicht erlaubt. Sie machen an einer Raststätte eine kurze Pause. Natasha begegnet dabei einer jungen Frau, die als Anhalterin eine Mitfahrgelegenheit sucht und lädt sie ohne Wissen ihrer Mutter in den Wagen ein. Senga ist nicht begeistert davon, nimmt die junge Frau jedoch mit. Diese erzählt, dass sie schon an vielen verschiedenen Orten auf der Welt war und legt eine CD ein, die psychedelische Klänge enthält. Als sie sie an der gewünschten Stelle absetzen, fällt ihnen auf, dass die Mitfahrerin ihre CD vergessen hat. Senga steigt aus, sieht sie nicht, auch auf ihre Rufe kommt keine Antwort. Die junge Frau ist wie vom Erdboden verschluckt.
Als sie weiterfahren, wird Natasha von ihrem Vater Marek, von dem ihre Mutter getrennt lebt, angerufen. Er will, dass sie sich an einer Raststätte treffen, da er noch ein Geburtstagsgeschenk für seine Tochter hat. Senga ist nicht begeistert, lässt sich jedoch darauf ein. Es stellt sich heraus, dass ihr Vater Natasha Konzertkarten schenkt – für eben jenes Konzert, das Senga ihrer Tochter verboten hat. Es kommt zu einem Streit zwischen Mutter und Tochter, Marek steigt wieder in den Wagen und fährt weiter. Senga zerreißt schließlich die Konzertkarten, woraufhin Natasha sie anschreit und wegläuft. Senga verliert sie aus den Augen und sucht sie ohne Erfolg. Dann sieht sie jedoch, wie Nastasha zu einer Gruppe von Trampern in deren Wohnwagen steigt. Senga ist verzweifelt, bemerkt jedoch eine Polizistin, die gerade in der Raststätte sitzt. Sie schildert ihr, dass Nastasha entführt worden ist, die Polizistin meint, Senga solle hier bleiben, während sie den Fremden nachfährt.
Senga beschließt allerdings, nicht zu warten, sondern folgt dem Polizeiwagen in einigem Abstand. Sie gelangen zu einem verlassenen Parkplatz, wo der Wohnwagen steht. Dabei kann Senga beobachten, wie die Polizistin nur kurz mit den Trampern spricht und dann den Ort auch schon wieder verlässt. Senga schleicht sich näher ran und dringt über eine Dachluke in den Wohnwagen ein. Dort findet sie in einer Schublade eine Reihe von Ausweisen verschiedener Personen und auch Videokassetten, auf denen junge Leute erzählen, weshalb sie nicht mehr zuhause bleiben wollten und weggelaufen sind. Senga schleicht sich wieder nach draußen und wartet, bis die Tramper ihren Weg fortsetzen und folgt ihnen dann heimlich mit dem Wagen. Plötzlich legt ihr allerdings die Anhalterin, die sich hinten auf der Rückbank versteckt hatte, eine Kette um den Hals und drängt den Wagen damit von der Fahrbahn ab. Senga wird bewusstlos und Christine kehrt zu den anderen zurück, die ihr Fahrt fortsetzen.
Senga wird von einem Abschleppwagenfahrer aufgeweckt, der darauf besteht, sie in seinem Wagen zur nächsten Polizeistation zu bringen. Sie sieht im Wagen das Bild einer jungen Frau, die sie auf dem Videoband im Wohnwagen gesehen hat, und der Trucker meint, es sei seine tote Schwester Christine, erzählt aber nicht mehr dazu. Die Polizei zweifelt zunächst an der Geschichte, Senga besteht darauf, dass die Polizei ihren Mann Marek anrufen sollen. Die Stimme am anderen Ende der Leitung berichtet, dass Natasha bereits das ganze Wochenende bei ihm ist und man über seine Ex-Frau wissen müsse, dass sie unter Verfolgungswahn leide – Anrufe wie diese seien nicht zum ersten Mal geschehen. Damit sieht die Polizei keinen Bedarf zu handeln mehr.
Senga bemerkt plötzlich Personen, die sie als Angehörige der Tramper erkennt, und wird von diesen verfolgt, kann ihnen jedoch entkommen. Sie beobachtet, wie diese den Ort schließlich wieder verlassen und der Abschleppwagenfahrer, dessen Rolle Senga unklar ist, ihnen heimlich folgt. Senga heftet sich an dessen Fersen und gelangt so zu dem verlassenen Gelände einer Forschungseinrichtung.
Natasha befand sich die ganze Zeit über mit der Anhalterin und zwei weiteren Personen im Inneren eines leeren Tankwagens, wo es zum Konsum zu Drogen gekommen ist. In der Anlage angekommen wird Natasha zum Anführer der Gruppe namens „Vater“ gebracht, der sich in einem Cabrio befindet, das in einem Windkanal steht. Sie reden miteinander, dann küssen sie sich. Als sie sich wieder voneinander lösen, nimmt „Vater“ eine Rasierklinge und schneidet sich damit die eigene Zunge auf. Ehe noch weiteres geschieht, taucht Senga, die sich in die Anlage geschlichen hat, auf und schlägt „Vater“ nieder, versucht mit Natasha zu entkommen. Durch eine detonierte Bombe werden einige Mitglieder der Gruppe getötet. Mutter und Tochter werden auf ihrer Flucht jedoch getrennt.
Über den Lautsprecher versucht „Vater“, Natashas Vertrauen wieder zu gewinnen, indem er ihr offenbart, dass ihre Mutter sie damals abtreiben lassen wollte. Das Aussprechen dieser Wahrheit löst bei Senga einen Schockzustand aus. Aus diesem wird sich durch den auftauchenden Abschleppwagenfahrer gerissen, der auch für die Bombe verantwortlich war. Um Sengas Vertrauen zu gewinnen, zeigt er ihr Mareks Leiche – die Gruppe hatte ihn kurz, nachdem dieser von Senga und Natasha wieder gegangen war, umgebracht. Bei der Gruppe, so klärt er sie auf, handelt es sich um einen Kult, dessen Mitglieder so besessen sind, dass sie sogar Menschenblut trinken. Er hatte damals seine eigenen Schwester Christine töten müssen, weil sie bereits zu tief in der Sache drin war und anders nicht zu verhindern gewesen wäre, dass sie Menschen tötet.
Als die beiden Natasha in der Anlage wiederfinden, ist diese noch nicht sicher, auf welcher Seite sie stehen soll, und wird vom in der Nähe befindlichen „Vater“ beredet. Senga warnt Natasha vor ihren neuen Freunden und teilt ihr mit, dass ihr eigener Vater von eben diesen ermordet wurde. Natasha will dies nicht glauben, wird aber umgestimmt, als Senga Mareks Nummer wählt und ein Gerät in Mareks Tasche zu klingeln anfängt. Der Abschleppwagenfahrer gibt Senga den Detonator für die letzten Bombe und fordert die Frauen zu fliehen auf, während er sich „Vater“ in den Weg stellt. Es kommt zum Kampf zwischen beiden, bei dem „Vater“ dem Mann schließlich die Zunge abbeißt und ausspuckt – was Mutter und Tochter über einen Bildschirm sehen. Senga lässt daraufhin die zweite Bombe hochgehen, durch die beide Männer getötet werden. Mutter und Tochter gelangen nach draußen und verlassen den Ort mit dem Wagen.
Als es bereits Tag geworden ist, halten sie an, um zu tanken. Als Senga zurückkommt, ist Natasha verstört – am Rückspiegel hängt eine Rasierklinge, wie „Vater“ sie hatte.

## Kritiken
Das Lexikon des internationalen Films beschreibt Octane – Grausamer Verdacht als „[u]ninspirierte[n] Vampir-Horrorfilm in Form eines Road Movie, das an Genre-Vorbilder wie Near Dark oder From Dusk Till Dawn erinnert.“